# Manuel Rego
Manuel Rego  (7 octobre 1934 - 19 août 2007), né à Buenos Aires, est un pianiste et pédagogue argentin.

## Biographie
Manuel Rego grandit à Mar del Plata, où il a commencé ses études musicales dans le style italien puis à l’âge de 16 ans, il rencontre Gregorio Caro et pendant six ans perfectionne son jeu.
En 1956, à 22 ans, il  fait ses débuts à Buenos Aires jouant le deuxième concerto pour piano et orchestre de Franz Liszt, avec l'Orchestre symphonique des jeunes de la Radio nationale sous la direction de Pedro Ignacio Calderón.
L'année suivante, il est invité par le compositeur et chef d'orchestre Juan José Castro, pour sa première apparition au Théâtre Colón de Buenos Aires avec l’Orchestre philharmonique de Buenos Aires, jouant le concerto no 3 pour piano et orchestre de Sergueï Prokofiev.
En 1965, il fait ses débuts européens à la Salle Pleyel à Paris, suivis par des concerts au Teatro Marquina  de Madrid, à la Salle Cortot à Paris, au Wigmore Hall de Londres, au Concertgebouw d’Amsterdam et  au Pulchri de La Haye.
Ses tournées ont continué avec succès dans les principaux pays d'Amérique latine, aux États-Unis et au Japon. Il a joué  sous la direction de Pierre Dervaux, Willem van Otterloo, Stanislav Scrowaczewski, Witold Rowicki, Horst Stein, André Vandernoot, Gabor Otvos, Stanisław Wisłocki, Pedro Ignacio Calderon, Leopold Hager  ou Guillermo Scarabino entre autres.
En tant que professeur, il a été l'un des membres fondateurs du conservatoire de Mar del Plata. Parmi ses élèves figurent le compositeur argentin Ezequiel Viñao, Alicia Belleville, ou Antonio Formaro.
En 1981, Manuel Rego crée le Quinteto Rego qui partira en tournée en Amérique du Sud  et en Europe.
En 2000, il a inauguré le festival Musique des Amériques avec un récital à l'université de San Bernardino en Californie.
À la fin de sa vie il enregistre High Tango: des musiques de tango composées pour le piano .
Manuel Rego est mort le 19 août 2007, à  l’âge de 72 ans à Mar del Plata.
Manuel Rego a reçu le prix Konex, en 1989, 1999 et 2009 (à titre posthume).

## Source
- (es) Cet article est partiellement ou en totalité issu de l’article de Wikipédia en espagnol intitulé « Manuel Rego » (voir la liste des auteurs).